# Ruta Estatal de Nevada 228
La Ruta Estatal de Nevada 228, y abreviada SR 228 (en inglés: Nevada State Route 228) es una carretera estatal estadounidense ubicada en el estado de Nevada. La carretera inicia en el Sur desde Jiggs (Nevada) hacia el Norte en la SR 227     en Elko. La carretera tiene una longitud de 43,2 km (26.814 mi).

## Mantenimiento
Al igual que las autopistas interestatales, y las rutas federales y el resto de carreteras estatales, la Ruta Estatal de Nevada 228 es administrada y mantenida por el Departamento de Transporte de Nevada por sus siglas en inglés Nevada DOT.